# Caloplaca stantonii
Caloplaca stantonii är en lavart som beskrevs av W. A. Weber ex Arup. Caloplaca stantonii ingår i släktet orangelavar och familjen Teloschistaceae.   Inga underarter finns listade i Catalogue of Life.